# Ixodes vespertilionis
Ixodes vespertilionis es una especie de garrapata del género Ixodes, familia Ixodidae. Fue descrita científicamente por Koch en 1844.
Habita en Francia, Australia, Israel y Portugal.